# Mikołaj Jerzy Czartoryski
Mikołaj Jerzy Czartoryski (zm. 12 lipca 1661) – wojewoda wołyński od 1657, wojewoda podolski od 1655, kasztelan wołyński od 1633, książę na Klewaniu i Żukowie. Przez małżeństwo z księżną Izabelą Korecką pomnożył majątek (m.in. o dobra Korzec) i zyskał cenne koneksje.
Uczył się w szkole parafialnej w Klewaniu w latach 1592–1593, studiował w kolegium jezuitów w Łucku oraz w Braniewie w latach 1608-1611.
Był posłem województwa wołyńskiego na sejm koronacyjny 1633 roku.

## Drzewo genealogiczne
| 4. Iwan Czartoryski (zm. 1566)     |  |                                               |  |  |                              |
|                                    |  | 2. Jerzy Czartoryski (ok. 1560–1626)          |  |  |                              |
| 5. Anna Zasławska                  |  |                                               |  |  |                              |
|                                    |  |                                               |  |  | 1. Mikołaj Jerzy Czartoryski |
| 6. Andrzej Wiśniowiecki (zm. 1584) |  |                                               |  |  |                              |
|                                    |  | 3. Izabela Aleksandra Wiśniowiecka (zm. 1612) |  |  |                              |
| 7. Eufemia Wierzbicka (1539-1589)  |  |                                               |  |  |                              |
|                                    |  |                                               |  |  |                              |

Jego żoną była Izabela Korecka (zm. 16 marca 1669), córka Joachima Koreckiego i Anny Chodkiewicz, którą poślubił w styczniu 1617. Para miała trzech synów:
- Kazimierza Floriana (ur. przed 1620, Klewań – zm. 15 maja 1674, Warszawa) – arcybiskupa Gniezna, prymas Polski
- Michała Jerzego (1621-1692) – linia klewańska Czartoryskich,
- Jana Karola (1626-1680) – linia korecka Czartoryskich.